# Pothos lancifolius
Pothos lancifolius är en kallaväxtart som beskrevs av Joseph Dalton Hooker. Pothos lancifolius ingår i släktet Pothos och familjen kallaväxter. Inga underarter finns listade.